# James Grady (Autor)

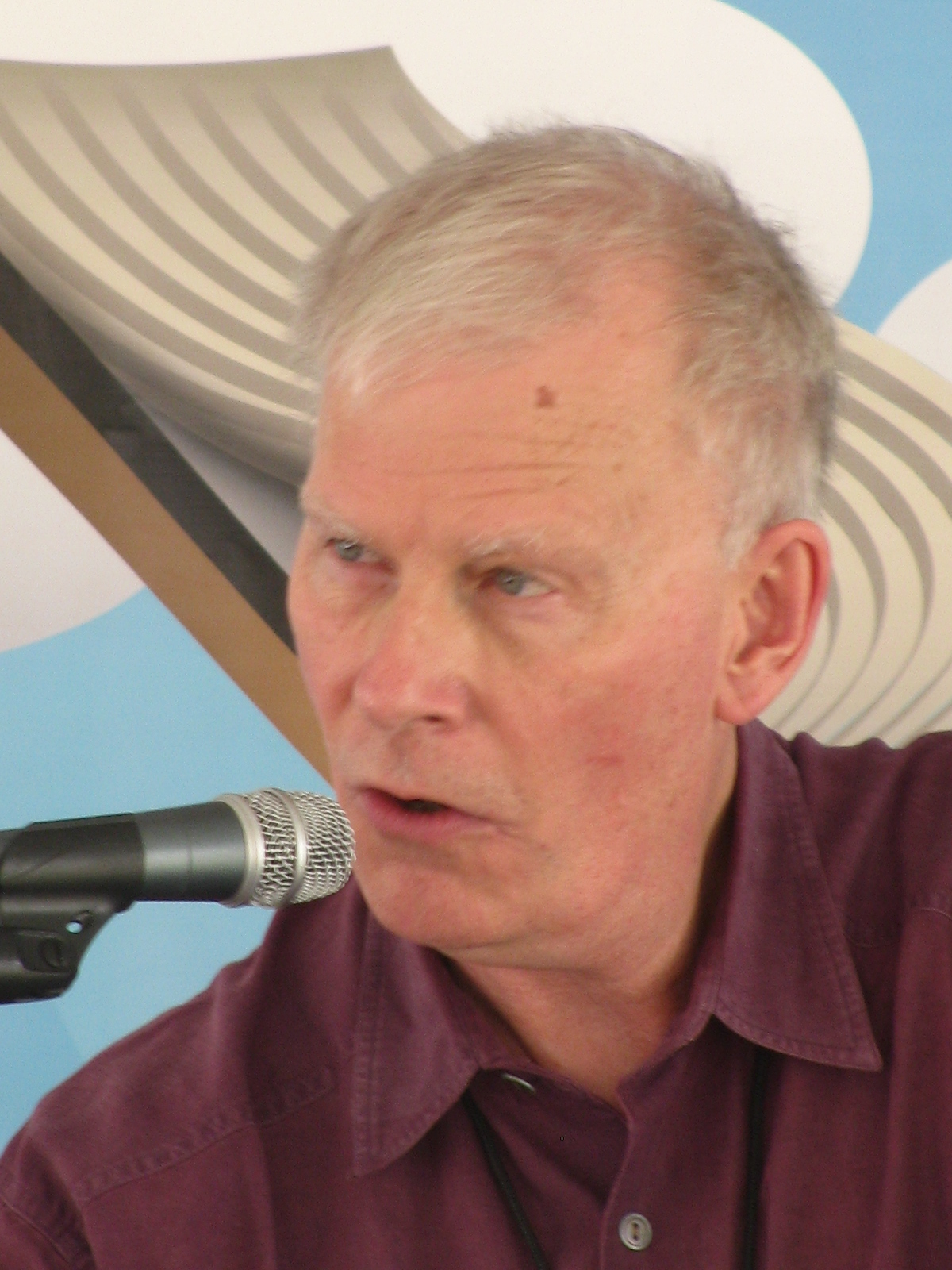
James Grady (2015)

James Grady (* 30. April 1949 in Shelby, Montana) ist ein US-amerikanischer Autor und Journalist. Neben seinem eigenen Namen benutzt er auch die Pseudonyme James Dalton und Brit Shelby. Sein bekanntestes Werk ist Six Days of the Condor (1974).

## Leben
Grady studierte an der School of Journalism (University of Montana) und konnte 1974 mit Erfolg sein Studium abschließen. Bereits während seines Studiums arbeitete er für US-Senator Lee Metcalf (Demokratische Partei). Durch dessen Vermittlung war Grady zwischen 1974 und 1978 Mitarbeiter von Jack Anderson bei der Washington Post.
Während dieser Zeit schrieb Grady als Freelancer regelmäßig für Zeitschriften wie American Film, The New Republic, Parade, Slate u. a. aber auch für Zeitungen wie The Daily News, Newsday und The Washington Post. Wie Jack Anderson hatte sich auch Grady dem investigativen Journalismus verschrieben.
1985 heiratete Grady in New York Bonnie Goldstein und wurde damit der Stiefvater von Rachel Grady. Er ist Mitglied der Writers Guild of America (West).

## Ehrungen
- Raymond Chandler Award
- Baku Misu Award

## Werke (Auswahl)
Kurzgeschichten und Novellen
- Broken heroes. In: Perfect 10. Herbst 2006, ISSN 1094-3927
- The bottom line. In: George P. Pelecanos (Hrsg.): D.C. Noir. Akashic Books, New York 2006, ISBN 1-888451-90-4.
- The championship of nowhere. In: Otto Penzler (Hrsg.): The best American mystery stories. Houghton Mifflin, New York 2002, ISBN 0-618-12493-4.
- Kiss the sky. In: George P. Pelecanos (Hrsg.): D.C. Noir, Band 2. Akashic Books, New York 2008, ISBN 978-1-933354-58-3.
- The devil’s playground. In: Byron Preiss (Hrsg.): Raymond Chandler’s „Philip Marlow“. A centennial celebration. Simon & Schuster, New York 1999, ISBN 0-671-03890-7.
- Omjagod. In: Michelle B. Slung (Hrsg.): Murder for Halloween. Tales of Suspence. Mysterious Press, New York 1994, ISBN 0-89296-581-9.
- The arranger. In: Regardie’s Magazine. 1989, ISSN 0279-5965
- The train. In: Regardie’s Magazine. 1988, ISSN 0279-5965

Romane
- 6 Days of the Condor. 1974.
  - Deutsch: Die 6 Tage des Condor. Roman. Fischer Taschenbuchverlag, Frankfurt am Main 1984, ISBN 3-596-28116-4 (übersetzt von Boris und Anna Savinelli)
- Shadow of the Condor. 1975.
  - Deutsch: Der Schatten des Condor. Fischer Taschenbuchverlag, Frankfurt am Main 1980, ISBN 3-596-22608-2.
- The Pebble affair. 1977.
- Catch the wind. 1980.
- Razor Game. 1985.
  - Deutsch: Messerscharf. Heyne, München 1987, ISBN 3-453-00194-X.
- Just a shot away. 1987.
  - Deutsch: Soweit die Kugel reicht. Heyne, München 1988, ISBN 3-453-00890-1.
- Steeltown. 1989.
- Runner in the street. 1984.
  - Deutsch: Die Opfer der Macht. Heyne, München 1986, ISBN 3-453-10772-1.
- Hard bargains. 1985.
  - Deutsch: Washington Blues. Bastei Lübbe, Bergisch Gladbach 1988, ISBN 3-404-19120-X.
- River of darkness. 1991.
- Thunder. 1994.
- White flame. 1996.
- City of shadows.
- Mad dogs. 2006.
- Last days of the Condor. 2005.
  - Deutsch: Die letzten Tage des Condors. Suhrkamp, Berlin 2016, ISBN 978-3-518-46685-8.
- Next day of the Condor. 2015.

## Verfilmungen
6 Days of the Condor wurde 1975 unter der Regie von Sydney Pollack mit Faye Dunaway und Robert Redford verfilmt als Three Days of the Condor (deutsch Die drei Tage des Condor).